# Plym m/1887

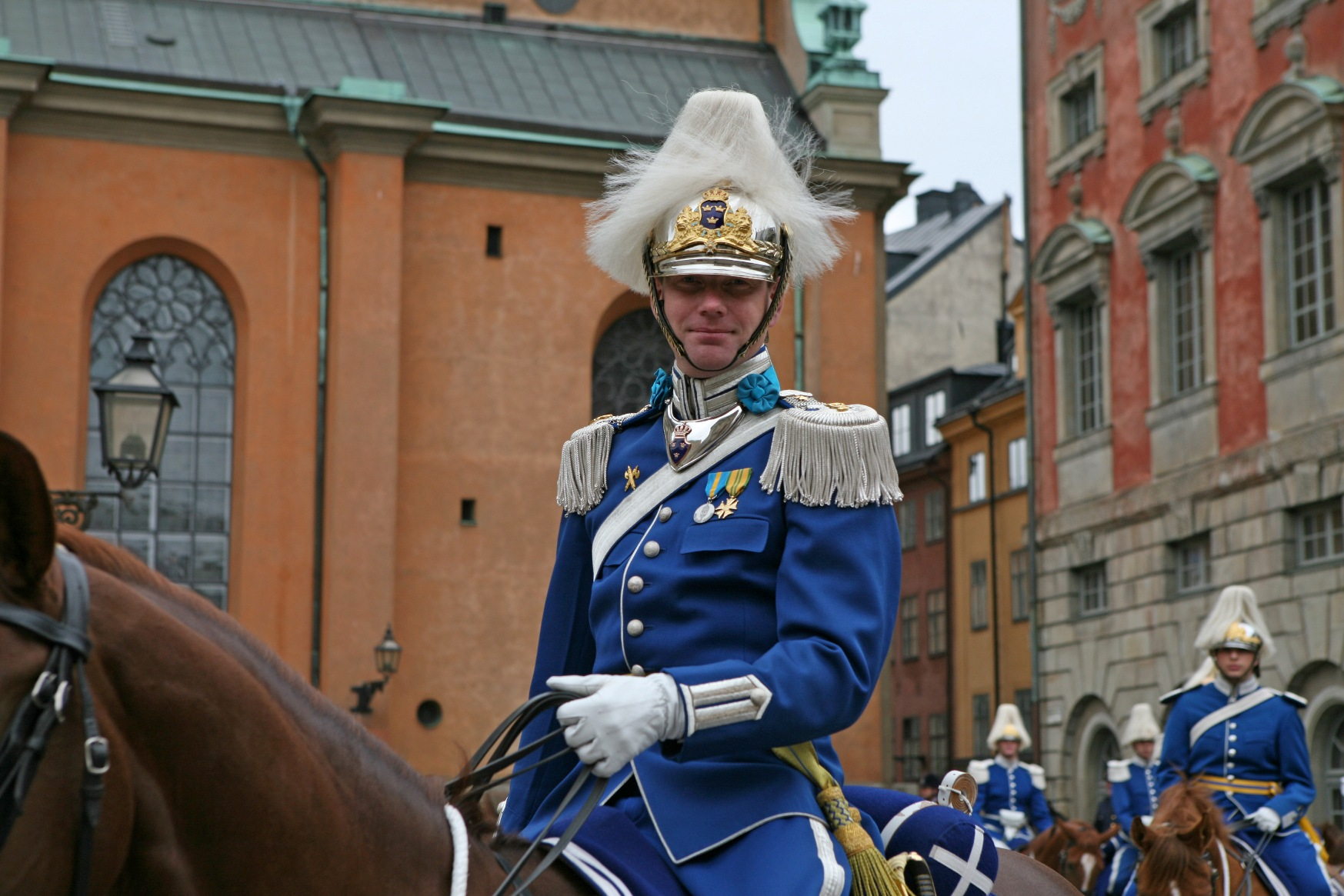
En officer vid Livgardet iförd Hjälm m/1879-1900-1928 med Plym m/1887.

Plym m/1887 är en plym som används inom försvarsmakten.

## Utseende
Plymen är tillverkad av vitt tagel.

## Användning
Plymen används inom Livgardet i samband med stor parad till Kask m/1887 och Hjälm m/1879-1900-1928. Tidigare användes den även till de nu inte längre använda huvudbonaderna Hjälm m/1895, Hjälm m/1879-1900 och Hjälm m/1879. Hjälmplymen som tidigare var avskaffad återinfördes vid Livgardets dragoner genom en privat donation i samband med drottningens av Storbritannien statsbesök i Sverige 1956. Den har senare tagits i bruk även vid andra förband.